# 변성니적나일천 : 네가 된 그날
《변성니적나일천 : 네가 된 그날》(变成你的那一天)은 2021년 방송되었던 중국의 드라마이다.

## 줄거리
- '인기 아이돌 그룹의 리더' 장이와 '연예부 기자' 위성성. 교집합이 없었던 두 사람의 삶이 두 사람의 생일에 몸이 서로 뒤바뀐다. 밤낮으로 서로에게 의지할 수 밖에 없는 상황에서 두 사람은 점점 서로를 사랑하게 되는데...

## 등장 인물
- 장신청 - 장이 역
- 량제 - 위성성 역
- 자오즈웨이 - 션보칭 역
- 왕웨이 (王薇) - 통화 역
- 주사원 (周士原) - 페이자수 역
- 소훈륜 (苏勋伦) - 청레이 역
- 안과 (安戈) - 강대천 역
- 조요가 (赵尧珂) - 쉬쑤이 역
- 하오원팅 - 리젠 역
- 사금천 (谢金天) - 차이쑤리 역